# Бруклин 9-9 (сезон 2)
Премьера второго сезона ситкома «Бруклин 9-9» состоялась 28 сентября 2014 года на американском телеканале Fox; заключительная серия сезона вышла в эфир 17 мая 2015 года. Второй сезон состоял из 23 эпизодов.

## Сюжет
Джейк (Энди Сэмберг) возвращается в участок после шести месяцев работы под прикрытием в мафии, результатом которой стал арест всех входивших в неё преступников; однако вскоре выясняется, что одному мафиози удалось сбежать. Позже у Джейка начинается роман с адвокатом защиты Софией Перес (Ева Лонгория), но профессиональные разногласия заставляют их расстаться. Холт (Андре Брауэр) начинает противостояние с заместителем комиссара Мэделин Уанч (Кира Седжвик), которое заканчивается победой последней и приводит к тому, что капитану приходится покинуть участок и стать главой отдела по связям с общественностью департамента полиции Нью-Йорка. Роман Чарльза (Джо Ло Трульо) и Джины (Челси Перетти) подходит к концу, а отношения их родителей, наоборот, заканчиваются свадьбой. Роза (Стефани Беатрис) начинает встречаться с племянником капитана Холта Маркусом (Ник Кэннон). Между Джейком и Эми (Мелисса Фумеро) пробегает искра во время их совместной работы под прикрытием.

## Актеры и персонажи
| - Энди Сэмберг — Джейк Перальта - Стефани Беатрис — Роза Диас - Терри Крюс — Терри Джеффордс - Мелисса Фумеро — Эми Сантьяго - Джо Ло Трульо — Чарльз Бойл - Челси Перетти — Джина Линетти - Андре Брауэр — Рэймонд Холт - Дирк Блокер — Майкл Хичкок - Джоэл Маккиннон Миллер — Норман Скалли | - Кира Седжвик — заместитель комиссара Мэделин Уанч - Ник Кэннон — Маркус - Ева Лонгория — София Перес - Стивен Рут — Линн Бойл - Сандра Бернхард — Дарлин Линетти | - Дженни Слейт — Бьянка - Крэйг Робинсон — Даг Джуди - Дэн Баккедал — лейтенант Эндрю Миллер - Эд Хелмс — Джек Донгер - Ник Кролл — агент Кендрик - Гаррет Диллахант — детектив Дейв Мейджорс - Брэдли Уитфорд — капитан Роджер Перальта - Крис Парнелл — Джеффри Хойтсман - Мекейла Лисиак — Триша |

## Эпизоды
| № общий | № в сезоне | Название                                                      | Режиссёр            | Автор сценария                      | Дата премьеры    | Произв. код | Зрители в США (млн) |
| --- | ---------- | ------------------------------------------------------------- | ------------------- | ----------------------------------- | ---------------- | ----------- | ------------------- |
| 23 | 1          | «Undercover» «Под прикрытием»                                 | Дин Холланд         | Люк Дель Тредичи                    | 28 сентября 2014 | 201         | 5,46                |
| Операция Джейка под прикрытием успешно завершается. Однако вскоре он узнает, что один из мафиози сбежал, и просит Чарльза помочь поймать его снова. Холт проверяет терпеливость команды на практике. |            |                                                               |                     |                                     |                  |             |                     |
| 24 | 2          | «Chocolate Milk» «Шоколадное молоко»                          | Фред Госс           | Гейб Лидман                         | 5 октября 2014   | 202         | 3,31                |
| Холт неприятно удивлен, когда его заклятый враг — заместитель комиссара Мэделин Вунч — прибывает в участок с целью его проверки. Джейк и Терри расследуют дело о ножевом ранении в хипстерском кафе, специализирующем на шоколадном молоке, попутно выясняя кто они друг другу: «друзья по работе» или «настоящие друзья».                                                      |            |                                                               |                     |                                     |                  |             |                     |
| 25 | 3          | «The Jimmy Jab Games» «Джимми Джабовые игры»                  | Ребекка Эшер        | Лакшми Сундарам                     | 12 октября 2014  | 203         | 4,51                |
| Команда вынуждена пребывать в готовности в участке из-за того, что визит сербского президента в Нью-Йорк затянулся. Джейк начинает «Джимми Джабовые игры» — ежегодные соревнования между детективами. Терри и Холт получают разрешение на создание оперативной группы по борьбе с наркотиками от врага капитана — заместителя комиссара Мэделин Вунч.                           |            |                                                               |                     |                                     |                  |             |                     |
| 26 | 4          | «Halloween II» «Хэллоуин 2»                                   | Эрик Эппел          | Прентис Пенни                       | 19 октября 2014  | 204         | 5,22                |
| Ежегодный хэллоуинский спор между Холтом и Перальтой продолжается. На этот раз Джейк собирается до полуночи украсть часы капитана. Джина расстроена тем, что её выгнали из танцевальной группы «Танцоргазм», но Терри помогает ей справится с неприятностями. |            |                                                               |                     |                                     |                  |             |                     |
| 27 | 5          | «The Mole» «Крот»                                             | Виктор Нелли мл.    | Лора Маккрири                       | 2 ноября 2014    | 205         | 3,41                |
| В участке заводится «крот». Джейк и Холт должны выяснить, кто это, до того, как об этом пронюхает заместитель комиссара Мэделин Вунч. Терри и Роза посещают «безмолвную» дискотеку для того, чтобы найти новые зацепки для оперативной группы по борьбе с наркотиками. |            |                                                               |                     |                                     |                  |             |                     |
| 28 | 6          | «Jake and Sophia» «Джейк и София»                             | Майкл Макдональд    | Триша Макальпин и Дэвид Филлипс     | 9 ноября 2014    | 206         | 3,99                |
| Джейк заводит роман с Софией — девушкой, которую он встретил в баре. Однако вскоре выясняется, что она адвокат защиты, и её клиентом является подозреваемый Джейка, которого он хочет посадить в тюрьму. Джина и Чарльз пытаются оставить свои отношения в прошлом. |            |                                                               |                     |                                     |                  |             |                     |
| 29 | 7          | «Lockdown» «Карантин»                                         | Линда Мендоза       | Люк Дель Тредичи                    | 16 ноября 2014   | 207         | 4,53                |
| Вечером Дня Благодарения в участке объявляется карантин. Джейк, оставшийся за главного, уверен в том, что он сможет сохранить порядок и спокойствие. Эми уверена в этом меньше, так как ситуация выходит из-под контроля. |            |                                                               |                     |                                     |                  |             |                     |
| 30 | 8          | «USPIS» «Почта США»                                           | Кен Уиттингем       | Брайан Рич                          | 23 ноября 2014   | 208         | 3,04                |
| Для поимки наркодилера Джейк и Чарльз вынуждены объединить усилия с занудным следователем почты США Джеком Донгером. Остальная команда пытается помочь Эми бросить курить. |            |                                                               |                     |                                     |                  |             |                     |
| 31 | 9          | «The Road Trip» «Поездка»                                     | Бет Маккарти-Миллер | Бриджит Муноз-Либовиц               | 30 ноября 2014   | 209         | 3,11                |
| Джейк хочет превратить рабочую поездку с Эми в романтическое путешествие и приглашает с собой свою девушку Софию. Парень Эми Тедди также присоединяется к ним в отеле. Роза яростно убеждает Терри и Джину в том, что она не простужена, а Чарльз помогает Холту в приготовлении праздничного завтрака на его годовщину с мужем.                                                |            |                                                               |                     |                                     |                  |             |                     |
| 32 | 10         | «The Pontiac Bandit Returns» «Угонщик Понтиаков возвращается» | Макс Уинклер        | Мэтт О’Брайан                       | 7 декабря 2014   | 210         | 4,32                |
| Джейк и Роза вновь ловят Дага Джуди — угонщика Понтиаков, который сбежал от них в прошлый раз. Но когда выясняется, что Джуди знает местонахождение главного дилера «свинки-хохотушки» и готов помочь схватить его, капитан идет с ним на сделку. Джина и Бойл крайне обеспокоены тем, что их родители слишком сблизились, а Сантьяго снова дарит Холту рождественский подарок. |            |                                                               |                     |                                     |                  |             |                     |
| 33 | 11         | «Stakeout» «Слежка»                                           | Тристрам Шапиро     | Лора Маккрири и Триша Макальпин     | 14 декабря 2014  | 211         | 3,53                |
| Дружба Джейка и Чарльза дает трещину после того, как они добровольно вызываются участвовать в восьмидневной засаде в очень маленьком помещении. В Бруклин приезжает племянник капитана Холта Маркус. Роза заинтересовывается им. |            |                                                               |                     |                                     |                  |             |                     |
| 34 | 12         | «Beach House» «Дом на пляже»                                  | Тим Киркби          | Лакшми Сундарам и Дэвид Филлипс     | 4 января 2015    | 212         | 6,12                |
| Команда находится в предвкушении выходных в пляжном домике Чарльза, пока Джейк не портит все веселье, пригласив на вечеринку капитана Холта. Чарльз помогает Розе переписываться с её новым бойфрендом, а Джина пытается напоить Эми для собственного развлечения. |            |                                                               |                     |                                     |                  |             |                     |
| 35 | 13         | «Payback» «Расплата»                                          | Виктор Нелли мл.    | Норм Хискок и Бриджит Муноз-Либовиц | 11 января 2015   | 213         | 3,29                |
| Команда решает, что Джейку пора вернуть все деньги, которые он брал у них в долг долгие годы. Эми и Холт работают вместе над вновь открытым делом «Бостонского поджигателя». |            |                                                               |                     |                                     |                  |             |                     |
| 36 | 14         | «Defense Rests» «Защите нечего добавить»                      | Джейми Бэббит       | Прентис Пенни и Мэтт О’Брайан       | 25 января 2015   | 214         | 2,79                |
| Работа Софии начинает мешать её отношениям с Джейком, и Джейк решает очаровать её босса. Уанч просит Холта помочь ей, дав положительную рекомендацию. |            |                                                               |                     |                                     |                  |             |                     |
| 37 | 15         | «Windbreaker City» «Опора города»                             | Крейг Зиск          | Гейб Лидман                         | 8 февраля 2015   | 215         | 2,59                |
| Сердце Джейка разбито расставанием с Софией, но участие команды в антитеррористических учениях, проводимых Агентством национальной безопасности, поднимает его настроение. Однако агент-организатор отводит детективам унизительную роль заложников. Джина проводит психологическое тестирование Холта, а Эми и Роза спорят о том, у кого из них будет выходной.                |            |                                                               |                     |                                     |                  |             |                     |
| 38 | 16         | «The Wednesday Incident» «Инцидент в среду»                   | Клэр Скэнлон        | Лора Маккрири                       | 15 февраля 2015  | 216         | 2,08                |
| Джейк замечает, что капитан уже неделю пребывает в плохом настроении. Он объединяется с мужем Холта, чтобы выяснить, что произошло. Чарльз пытается добиться признания вины у очень старого подозреваемого, который становится милым и очаровательным, как только Эми и Роза оказываются поблизости.                                                                            |            |                                                               |                     |                                     |                  |             |                     |
| 39 | 17         | «Boyle-Linetti Wedding» «Свадьба Бойла-Линетти»               | Дин Холланд         | Мэтт О’Брайан                       | 1 марта 2015     | 217         | 3,61                |
| В День свадьбы родителей Бойла и Линетти весь участок занят тем, чтобы сделать церемонию идеальной. Джейк и Эми участвуют в погоне за преступником, а Терри пытается составить речь для бракосочетания. |            |                                                               |                     |                                     |                  |             |                     |
| 40 | 18         | «Captain Peralta» «Капитан Перальта»                          | Эрик Эппел          | Дэн Гур                             | 8 марта 2015     | 218         | 3,11                |
| Отец Джейка, бросивший его в детстве, прибывает в город, чтобы провести время с сыном. Джейку не терпится встретиться с ним, однако Чарльз скептически относится к намерениям отца Перальты. Холт загадывает Эми, Джине, Терри и Розе сложную загадку, пообещав в качестве вознаграждения за её решение билет на концерт Бейонсе.                                               |            |                                                               |                     |                                     |                  |             |                     |
| 41 | 19         | «Sabotage» «Саботаж»                                          | Джей Карас          | Брайан Рич                          | 15 марта 2015    | 219         | 2,96                |
| Череда неудач в жизни Джейка заставляет его предположить, что кто-то специально вредит ему. Холт поручает Розе и Эми разобраться в этом. Холт обижает Джину, назвав её занятия танцами «хобби». Чарльз в отсутствие Джейка вынужден работать над делом вместе со Скалли и Хичкоком.                                                                                             |            |                                                               |                     |                                     |                  |             |                     |
| 42 | 20         | «AC/DC» «AC/DC»                                               | Линда Мендоза       | Кайл Кондон                         | 26 апреля 2015   | 220         | 2,78                |
| Пытаясь поймать преступника, Джейк получает травму, и Терри отправляет его отдыхать, то есть делать единственное, чего Джейк не умеет. Роза и Холт идут на двойное свидание, на котором между ними происходит личный разговор. |            |                                                               |                     |                                     |                  |             |                     |
| 43 | 21         | «Det. Dave Majors» «Детектив Дейв Мейджорс»                   | Майкл Макдональд    | Гейб Лидман и Лакшми Сундарам       | 3 мая 2015       | 221         | 2,72                |
| Джейк вне себя от радости от того, что он расследует дело с лучшим детективом Нью-Йорка Дейвом Мэйджорсом. Но его настроение меняется, когда он узнает, что Мэйджорс собирается пригласить Эми на свидание. Чарльз и Джина пытаются убедить Терри остаться работать в участке, когда он заявляет о своем желании уйти работать в частную охранную фирму.                        |            |                                                               |                     |                                     |                  |             |                     |
| 44 | 22         | «The Chopper» «Вертушка»                                      | Фил Трэйлл          | Триша Макальпин и Дэвид Филлипс     | 10 мая 2015      | 222         | 2,56                |
| Холт настораживается, когда Уанч разрешает Джейку работать над крайне важным делом. Капитан опасается, что она надеется на провал расследования. В участке Эми, Роза и Джина помогают Терри провести экскурсию для школьников. |            |                                                               |                     |                                     |                  |             |                     |
| 45 | 23         | «Johnny and Dora» «Джонни и Дора»                             | Дин Холланд         | Люк Дель Тредичи                    | 17 мая 2015      | 223         | 2,35                |
| Джейк и Эми работают под прикрытием, чтобы поймать преступника, который ворует личные данные. Это дело сближает их. Даже чересчур. Тем временем команда захвачена врасплох неожиданным уходом из участка одного из них. |            |                                                               |                     |                                     |                  |             |                     |

## Реакция
На сайте-агрегаторе Rotten Tomatoes второй сезон «Бруклин 9-9» достиг 100 % «свежести» на основе 11 отзывов. На сайте Metacritic у второго сезона 70 баллов из 100 на основе 1 отзыва.

## Награды и номинации
| Премия                         | Дата церемонии   | Номинация                                                                           | Номинант       | Результат |
| ------------------------------ | ---------------- | ----------------------------------------------------------------------------------- | -------------- | --------- |
| Премия Гильдии киноактёров США | 21 января 2015   | Лучший актёрский состав в комедийном сериале                                        | «Бруклин 9-9»  | Номинация |
| NAACP Image Award              | 6 февраля 2015   | Лучшая мужская роль в комедийном сериале                                            | Андре Брауэр   | Номинация |
| NAACP Image Award              | 6 февраля 2015   | Лучшая мужская роль второго плана в комедийном сериале                              | Терри Крюс     | Номинация |
| Премия «Спутник»               | 15 февраля 2015  | Лучший телевизионный сериал (комедия или мюзикл)                                    | «Бруклин 9-9»  | Номинация |
| NHMC Impact Awards             | 20 февраля 2015  | Выдающиеся достижения и вклад в создание позитивного образа латиноамериканцев в СМИ | Мелисса Фумеро | Победа    |
| GLAAD Media Awards             | 21 марта 2015    | Лучший комедийный сериал                                                            | «Бруклин 9-9»  | Номинация |
| Teen Choice Awards             | 16 августа 2015  | Актёр телевизионного сериала                                                        | Энди Сэмберг   | Номинация |
| Imagen Awards                  | 21 августа 2015  | Лучшая актриса второго плана — ТВ                                                   | Мелисса Фумеро | Номинация |
| Imagen Awards                  | 21 августа 2015  | Лучшая ТВ программа в прайм-тайм — комедия                                          | «Бруклин 9-9»  | Номинация |
| Creative Arts Emmy Awards      | 12 сентября 2015 | Лучшая постановка трюков в комедийном сериале или варьете                           | «Бруклин 9-9»  | Победа    |
| Премия «Эмми»                  | 22 сентября 2015 | Лучший актёр второго плана в комедийном телесериале                                 | Андре Брауэр   | Номинация |